# Les Yeux noirs (groupe)
 (septembre 2021).
Si vous disposez d'ouvrages ou d'articles de référence ou si vous connaissez des sites web de qualité traitant du thème abordé ici, merci de compléter l'article en donnant les références utiles à sa vérifiabilité et en les liant à la section « Notes et références ».
Pour les articles homonymes, voir Les Yeux noirs.
Les Yeux noirs est un groupe français de musique yiddish et tzigane créé en 1992.

## Historique
Le groupe est né sous l'impulsion de deux frères violonistes, Olivier et Éric Slabiak, dont l'oncle Léo Slab jouait déjà du violon manouche avec le fameux Hot Club de France de Django Reinhardt. Le groupe compte six membres à sa naissance en avril 1992, pour cinq instruments différents : deux violons (Olivier et Éric Slabiak), une contrebasse (Frank Anastasio), un accordéon (Ionica Minune), une guitare (Pascal Rondeau) et un violoncelle (François Perchat), auxquels se sont ajoutés une batterie (Aidje Tafial) et un cymbalum (Marian Miu).
La carrière du groupe se déroule également en Europe, Asie et aux États-Unis, notamment grâce au soutien de John Schaefer qui programme régulièrement les albums de la formation dans son émission New Sounds sur WNYC.

## Formation
- Éric Slabiak : violon, chant
- Olivier Slabiak : violon chant
- Frank Anastasio : guitare, chant
- Dario Ivkovic : accordéon
- Aïdje Tafial : batterie

## Discographie
- 1992 : A Band of Gypsies (Buda/Mélodie)
- 1994 : Suites (Buda/Mélodie)
- 1997 : Izvoara (EMI/Odéon)
- 2000 : Balamouk (EMI/Odéon)
- 2002 : Live (EMI/Odéon)
- 2004 : Tchorba (Les Yeux Noirs/Recall)
- 2009 : Opre Scena (Idol/Zig-zag Territoires)
- 2010 : Tiganeasca (Zig-zag/Territoires)